# Trigonophora purpurascens
Trigonophora purpurascens är en fjärilsart som beskrevs av Bytinsky-salz 1937. Trigonophora purpurascens ingår i släktet Trigonophora och familjen nattflyn. Inga underarter finns listade i Catalogue of Life.